# Sichere Inter-Netzwerk Architektur
Die Sichere Inter-Netzwerk Architektur (SINA, ursprünglich für Sichere Netz-Anbindung) ist eine Hard- und Software-Architektur, die vom deutschen Bundesamt für Sicherheit in der Informationstechnik zusammen mit der secunet Security Networks AG auf Basis des freien Betriebssystems Linux als gehärtetes SINA-Linux zur Verarbeitung von sensiblem Datenmaterial in unsicheren Netzen entwickelt wurde.

## Ziele des Systems
Die Einheit aus den drei Komponenten SINA-Client, SINA-Box und SINA-Management zielt darauf ab, die Kommunikation zwischen Behörden oder Unternehmen abzusichern. Die durch SINA erreichte Sicherheitsstufe für SINA-Box S ist Verschlusssache/Vertraulich für deutsche Behörden und für SINA-Box H sogar bis „Geheim“.

## Varianten
SINA-Boxen dienen der sicheren Übertragung von Daten im behördlichen und militärischen Umfeld. Folglich gibt es auch verschiedene Varianten der SINA-Box. Bei der SINA-Box S wird die Verschlüsselung ausschließlich in der Kryptosoftware Chiasmus implementiert, wohingegen bei der SINA-Box H das dort eingesetzte geheime Verschlüsselungsverfahren Libelle im Kryptoprozessor Pluto auf einer zusätzlichen PCI-Steckkarte implementiert ist.

## Anwendung
SINA-Boxen werden u. a. auch zur sicheren Übertragung von Daten eingesetzt, die bei einer Überwachung der Telekommunikation gemäß TKÜV anfallen. Ihre Aufgabe dabei ist nicht die Überwachung von Verbindungen selbst, sondern der Schutz der Verbindung gegen Mithören durch unbefugte Dritte, sobald die Daten von bestimmten Personen an die Strafverfolgungsbehörden übermittelt werden. Dies wird erreicht, indem bei einem Internet Service Provider die betroffenen Daten über die SINA-Box durch ein Virtual Private Network weitergeleitet werden.
Diese SINA-Boxen müssen nach dem Telekommunikationsgesetz (§ 174 Abs. 7 Satz 2 TKG) bei jedem Internet-Provider in Deutschland installiert sein, der mehr als 100.000 Kunden hat.